# Stéphanie Van Vyve
Stéphanie Van Vyve est une comédienne belge née le 17 décembre 1977.

## Biographie

### Formation
(octobre 2021).
- Licence en art dramatique au Conservatoire royal de Bruxelles (2004)
- Licenciée et agrégée de l'enseignement secondaire supérieur en philologie romane à l'UCL (2000)
- Formation en danse classique ; modern jazz ; funk ; contemporain ; rock acrobatique ; salsa ; danses de salon ; tango argentin et tzigane.

- Animatrice d'ateliers de formation à la communication orale - cellule de l'UCL (2003)
- Professeur de français à l'École Decroly (Bruxelles-Uccle) et français langue étrangère à l'International School of Brussels (2001-2003)

## Filmographie

### Cinéma
- 2007 : Casse intégral de Philippe Malempré (court-métrage) : Céline
- 2008 : Guillaume de Robin Érard et Aïcha El Hammar (court-métrage)
- 2008 : Sous caution de Jean-Paul Ruggiu (court-métrage)
- 2009 : Hors cadre de Laurence Bibot (court-métrage)
- 2009 : Incognito d'Éric Lavaine : l'aide-soignante
- 2008 : Dimanche soir de François Pirot (court-métrage)
- 2009 : Retour simple de Jérôme Guiot (court-métrage) : Marie
- 2009 : Fais ton choix de Stéphane Hénocque (court-métrage)
- 2010 : Sans laisser de traces de Grégoire Vigneron : la femme pub
- 2011 : La Chance de ma vie de Nicolas Cuche : Manuela
- 2011 : Kerozene
- 2013 : Le Singe Roi: The King Monkey : L'Empereur de Jade
- 2013 : Moroccan Gigolos : Clémentine
- 2014 : Être : Catherine
- 2015 : Je suis mort mais j'ai des amis : Hôtesse de l'air
- 2016 : Accomplices : Procureur du Roi
- 2016 : Trahisons (The Exception) : Hedwig Potthast
- 2017 : Hannah
- 2023 : La Graine d'Éloïse Lang : Madame Peeters

Prochainement
- Prrreüte
- Les Choses en face : Barbara

### Publicité
Belgacom TV 1 (Cavia Lab) et 2

### Télévision
- 2006-2007 : Septième Ciel Belgique (série, 24 épisodes)
- 2012 : Cher radin ! de Didier Albert (Aline, sœur d'Alexis Morin, le radin, joué par Vincent Lagaf')
- 2016 : Burkland, de Gregory Beghin (web-série)
- 2020 : Invisible : Sabine (la neurologue)
- 2022 : Renaissances : Caroline
- 2023 : Salle des profs (série télévisée) : Géraldine

## Théâtre
- 2002 : Les Caprices de Marianne, de Musset, mise en scène : Freddy Bada, Maison de la Poésie de Namur
- 2003 : Cyrano de Bergerac, d'Edmond Rostand, mise en scène : Jean-Claude Idée, Théâtre Royal des Galeries
- 2003 : Le Roi Cerf, de Carlo Gozzi, mise en scène : Freddy Bada, Maison de la Poésie de Namur
- 2004 : La Supplication, de Svetlana Alexievitch, mise en scène : Jacques Neefs, Plan B et festival de Metz
- 2004 : Fracasse, d'après Théophile Gautier, mise en scène : Freddy Bada, Maison de la Poésie de Namur
- 2005 : La Nuit de Valognes, d'Éric-Emmanuel Schmitt, mise en scène : Patricia Houyoux, Théâtre Royal du Parc
- 2005 : La Leçon, d'Eugène Ionesco, mise en scène : Pierre Fox, Théâtre Royal du Parc
- 2006 : Vous êtes ici / comme une scène, de Philippe Vauchel, mise en scène de l'auteur, Centre Culturel Famenne-Ardenne
- 2006 : L'Invitation au château, de Jean Anouilh, mise en scène : Pierre Fox, Théâtre Royal du Parc
- 2006 : Faire le malin est le propre de tout imbécile, d'après quatre pièces ou romans populaires de Georges Courteline et Georges Ohnet : La Paix chez soi - Monsieur Badin - Le Maître de forges - La Peur des coups, mise en scène : Valéry Massion, Samaritaine (Centre Culturel des Riches-claires, Théâtre des Martyrs) en tournée depuis la saison 2008-2009 (jusqu'en 2011)
- 2007 : Il ne faut jurer de rien, de Musset, mise en scène : Pierre Fox, Théâtre Royal du Parc
- 2007 : Les Fourberies de Scapin, de Molière, mise en scène : Christine Delmotte, Théâtre des Martyrs (en tournée saison 2008-2009)
- 2007 : Ça s'est passé comme ça (je quitte le projet!), de Dominique Rongvaux, Stéphanie Van Vyve et Valéry Massion, mise en scène : Valéry Massion, Samaritaine, en tournée depuis la saison 2008-2009 (jusqu'en 2011)
- 2008 : Le Bossu, de Paul Féval, adaptation : Éric-Emmanuel Schmitt et mise en scène : Pascal Racan, Abbaye de Villers-la-Ville, rôle d'Aurore de Nevers
- 2009 : L'Avare, de Molière, mise en scène : Gildas Bourdet, Abbaye de Villers-la-Ville, rôle de Marianna
- 2009 : La Souricière, d'Agatha Christie, mise en scène : Fabrice Gardin, Théâtre Royal des Galeries
- 2010 : Petits Contes entre amis, mise en scène : Michael Bier (http://adktrash.com/petitscontesentreamis/)
- 2010 : Malentendus, de Vincent Engel, mise en scène : Daniela Bisconti, Festival de Spa et Théâtre du Blocry
- 2010 : Les Gens bien n'osent plus sortir le soir [1], de Jean-Claude Grumberg, mise en scène : Éric De Staercke, CC des Riches-Claires
- 2011 : Les Misérables, de Victor Hugo, mise en scène : Stephen Shank, Butte du Lion, rôle de Cosette / Fantine
- 2011 : Lady Camilla, de Pascal Vrebos, mise en scène : Fabrice Gardin, Théâtre Royal des Galeries
- 2011 : Diotime et les lions, de Henry Bauchau, Riches-Claires
- 2012 : Des Jours trop longs, texte de Catherine Meeùs, Eleonore Meeùs et Stéphanie Van Vyve d'après un roman de Marie Denis, mise en scène : Cécile Van Snick, Atelier théâtre Jean Vilar
- 2014 : Un air de famille, de Agnès Jaoui et Jean-Pierre Bacri, mise en scène : Olivier Leborgne, Atelier théâtre Jean Vilar.
- 2015 : Le Repas des fauves, de Vahé Katcha, mise en scène : Alexis Goslain, Théâtre royal des Galeries[2]

## Radio
- La belle-famille, nouvelle radiophonique (le Polar du Dimanche / RTBF / 2007)
- nombreux spots publicitaires à la radio (Côte d'or, Nokia, Mercedes, ING…)

## Lectures
- 2009, 2010 : Prix Sony Labou Tansi des lycéens, lectrice et animatrice, Promotion Théâtre / Éditions Lansman
- 2009 : Ce n'est rien/malentendu à deux voix de Vincent Engel, Festival de Spa
- 2008 : Le marathon des mots, lecture de "Mademoiselle de Paris" de Dominique Rolin (2010) et "La fiancée juive de Jean Rouaud, la Bellone
- 2008 : Celle que j'préfère de Margarete Jennes à la Montagne Magique
- 2007 : Midis de la poésie Bruxelles, ma belle, choix de texte de Dominique Mussche
- 2007 : Fureur de lire: choix et lecture d'extraits des nouvelles primées
- diverses lectures-spectacles du Magasin d'Écriture Théâtrale (MET)

## Distinctions
- 2015 : Prix de la Critique (Belgique) : meilleure comédienne pour L’Œuvre au Noir, Belle de Nuit[3]